# 알렉산드르 솔제니친
알렉산드르 이사예비치 솔제니친(러시아어: Алекса́ндр Иса́евич Солжени́цын, IPA: [ɐlʲɪˈksandr ɪˈsaɪvʲɪtɕ səlʐɨˈnʲitsɨn], 영어: Aleksandr Solzhenitsyn, 문화어: 알렉싼드르 이싸예비치 쏠제니쯴, 1918년 12월 11일 - 2008년 8월 3일)은 러시아의 소설가, 극작가 및 역사가이다. 소련 육군 대위 시절 제2차 세계 대전에 참전키도 한 그는 1945년 6월, 소련 육군 소령 진급하여 1945년 8월, 2차 대전 종전 후에도 소련군 포병 장교로 근무하던 중 스탈린의 분별력을 의심하는 내용을 담은 편지를 친구에게 보냈다가 1945년 11월에 투옥되어 10년 동안 수용소 생활을 했다. 1970년에 노벨 문학상을 수상하였다.

## 생애
소비에트 러시아 키슬로보츠크에서 출생하여 로스토프 대학교에서 물리·수학을 전공하면서 모스크바에 있는 역사·철학·문학 전문 학교의 통신 과정을 이수하였다. 제2차 세계 대전이 일어나자 소련군에 자원 입대하여 포병 장교로 참전하였다. 1962년 소련 문학 잡지인 <노비 미르> 편집장이었던 알렉산드르 트바르돕스키의 적극적인 후원을 받아 스탈린 시대 강제 노동 수용소의 비참한 현실을 다룬 <이반 데니소비치의 하루>를 연재하여 세계적인 명성을 얻었다.
소련의 관료주의를 비판한 <유익한 사업을 위하여>를 발표하여 논란의 초점이 되었다. 두 번째 단편이 발표되면서부터 보수파 평론가들은 "역사적 진실을 잘못 이해한 작품"이라고 비판을 가했으나, 이어서 스탈린 시대를 주제로 한 <암병동>과 <연옥 1번지>를 완성하였다. 두 작품 모두 국내 출판이 금지되어 외국에서 출판하였다. 위의 작품들이 서방에서 출판되자 정부와 소련 작가 동맹은 그에 대해 집중적인 공격을 퍼부었고, 그 역시 이에 맞서는 공개 서한을 두 번에 걸쳐 작가 동맹에 보낸 바 있다.
1969년 11월에 반소 작가라는 낙인이 찍혀 작가 동맹에서 추방되었으나 1970년 12월, 러시아 문학의 훌륭한 전통을 추구해 온 윤리적인 노력을 높이 평가받아 노벨 문학상을 받았고 흐루쇼프 정권에서 조치하는 사실상 명예 회복 조치도 받았다. 1971년 제1차 세계대전을 무대로 한 역사 소설 <1914년 8월>을 파리에서 출판하여 세계적인 화제가 되었다. 1973년 12월 28일, 유형지에서의 잔학상을 폭로한 <수용소 군도>가 해외에서 발표되자 서독으로 추방되었다.
1991년 소련이 붕괴 후 1994년에 러시아로 다시 돌아왔고, 같은 해 시베리아 과학 예술 아카데미의 언어, 문학 분과 회원으로 선출되었다. 그의 아들 이그나트 솔제니친은 작곡가 겸 피아니스트로 활동 중이다.
솔제니친은 물질주의와 구 소련 체제 등을 함께 비판하며 전통적인 애국주의로의 회귀를 촉구해왔으며, 2008년 8월 4일 새벽, 90세의 나이로 지병으로 별세하였다. 러시아 언론들은 솔제니친은 러시아를 대표하는 양심적인 지식인 가운데 한 사람이었으며 조국 러시아를 향한 긴 발걸음이 이제 멈추게 됐다며 애도하였다.
다른 작품으로 <자히르칼키타>, <사슴과 라겔리의 여인>, <오른손> 등이 있다.

## 정치적 성향
미국에 머무르는 동안 솔제니친은 시종일관 중도주의를 중요시하면서 공산주의를 비판하였다. 하버드 대학교에서 연설 중 "공산주의는 아직도 치료할 수 없는 최악의 미치광이 병"이라며 비판하기도 했으며 1918년부터 1919년까지 매달 1,000명 이상의 사람들이 재판도 받지 않고 처형되었다고 말하기도 하였다. 하지만 그는 서구 비평가들로부터 반유대주의자이자 범슬라브주의자라는 비판을 받기도 하였다. 1985년 그는 미국 상원이 주재한 회의에 참석한 사람들이 그의 저서 <1914년 8월>에서 반유태주의적인 분위기가 보인다고 말하자, "참석자들의 의견은 전형적이었다. 그 누구도 작품을 읽지 않은 대신 한두 전문가 의견을 그대로 옮겼을 뿐이다. 소련에서 <1914년 8월>을 읽지도 않은 사람들이 나를 반애국주의자라고 매도한 것과 똑같았다."며 혹평하기도 하였다.
1994년 러시아로 돌아온 후 그는 계획 경제체제에서 급격히 혼합경제체제로 경제 개혁을 단행한 보리스 옐친 행정부를 강력히 비판했다. 1998년에는 옐친 행정부가 그에게 성 안드레이 페르보잔노보 훈장을 서훈하기로 하였음에도 그는 "몇몇 권력자들 때문에 러시아는 실패한 국가로 전락해버렸다. 나는 이 상은 수여받을 수 없다"며 수상을 거절했다.

## 주요 작품
- 《이반 데니소비치의 하루》(1962)
- 《암병동》(1968)
- 《수용소 군도》(1973)
- 《공산주의: 공포의 유산》(1975)

## 같이 보기
- 이오시프 스탈린
- 보리스 옐친
- 소비에트 연방